# Diário de Maria
Diário de Maria é uma série de televisão deportuguesa | Portugal transmitida pela RTP1 entre 1998 e 1999, composta por 60 episódios, que foram transmitidos originalmente pela RTP1 à noite e mais tarde durante a madrugada.
Foi reposta nas tardes do canal em 2002, entre 22 de Abril e 7 de Junho pelas 16h30. A série tem sido reposta na RTP Memória.

## Sinopse
A série gira em torno de Maria Ramos, uma redatora de revista em busca da sua felicidade e de um marido com que se possa casar e ser feliz. Porém, terá de enfrentar os típicos caminhos sérios da vida como as decisões e as traições.

## Elenco
- Dalila Carmo - Maria Ramos
- Rogério Samora - Filipe Domingues
- Margarida Marinho - Fernanda
- Márcia Breia - Helena Ramos
- Cristina Carvalhal - Rita Ramos
- Ruy de Carvalho - Alberto
- Paula Neves - Carolina
- Joaquim Nicolau
- António Pedro Cerdeira
- Susana Arrais
- Fátima Belo
- Anabela Brígida - Paula
- Ana Bustorff
- Ivo Canelas
- Duarte Guimarães - Júlio
- André Gago
- Filipa Maló Franco - Marta
- Dinis Lourenço - Miguel
- Carlos Vieira - Jorge
- Diogo Morgado

## Curiosidades
- Esta série marca a estreia de Dalila Carmo na televisão portuguesa.

- A série nos últimos episódios teve uma constante mudança de atores, mesmo aqueles que já tinham saido a meio, como o Joaquim Nicolau, retornaram nos últimos episódios.